# Thằn lằn chân ngón Eisenman
Thằn lằn chân ngón Eisenman (danh pháp: Cyrtodactylus eisenmanae) là một loài thằn lằn trong họ Gekkonidae. Loài này được Ngô Văn Trí mô tả khoa học đầu tiên năm 2008. Chúng là loài đặc hữu của Hòn Sơn (Kiên Giang, Việt Nam) và được đặt theo tên của nhà khoa học Stephanie Eisenman.